# Babića Brijeg
Babića Brijeg (cyr. Бабића Бријег) – miasto w Czarnogórze, w gminie Bijelo Polje. W 2011 roku liczyło 1418 mieszkańców.